# Kabelstapler
Der Kabelstapler, auch Wire Stacker oder Stacker genannt, ist ein Gerät, das auf dem Abläng- und Abisolierautomaten verarbeitete Kabel aufnimmt und diese dann gerade angeordnet auf einem Tisch ablegt, wo sie zur Weiterverarbeitung bereitliegen. Es gibt Kabelstapler in den unterschiedlichsten Längen von 500 mm bis 12000 mm.
Man unterscheidet aktives und passives Stapeln. Beim aktiven Stapeln hat der Kabelstapler ein Transportband, welches das Kabel aus der Verarbeitungsmaschine herauszieht. Beim passiven Stapeln hat der Kabelstapler einen Führungskanal, in den das Kabel von der Verarbeitungsmaschine geschoben wird. Aktive Kabelstapler haben vor allem Vorteile beim Stapeln langer und eher weicher Kabel.